# اسکاندیم هیدرید
اسکاندیم هیدرید (به انگلیسی: Scandium hydride) با فرمول شیمیایی ScH
۳ یک ترکیب شیمیایی با شناسه پاب‌کم ۱۸۱۷۲۶۸۷ است. که جرم مولی آن ۴۷٫۹۷۹۷۳ g/mol می‌باشد. 